# Rösjöskogen
Rösjöskogen är ett naturreservat i Finspångs kommun i Östergötlands län.
Området är naturskyddat sedan 2016 och är 42 hektar stort. Reservatet omfattar våtmarker i norr och skog som sträcker sig till en sjöstrand i söder. Reservatets skog består av gamla träd av tall och gran och även lövträd. I norr finns sumpskog.